# 賽馬

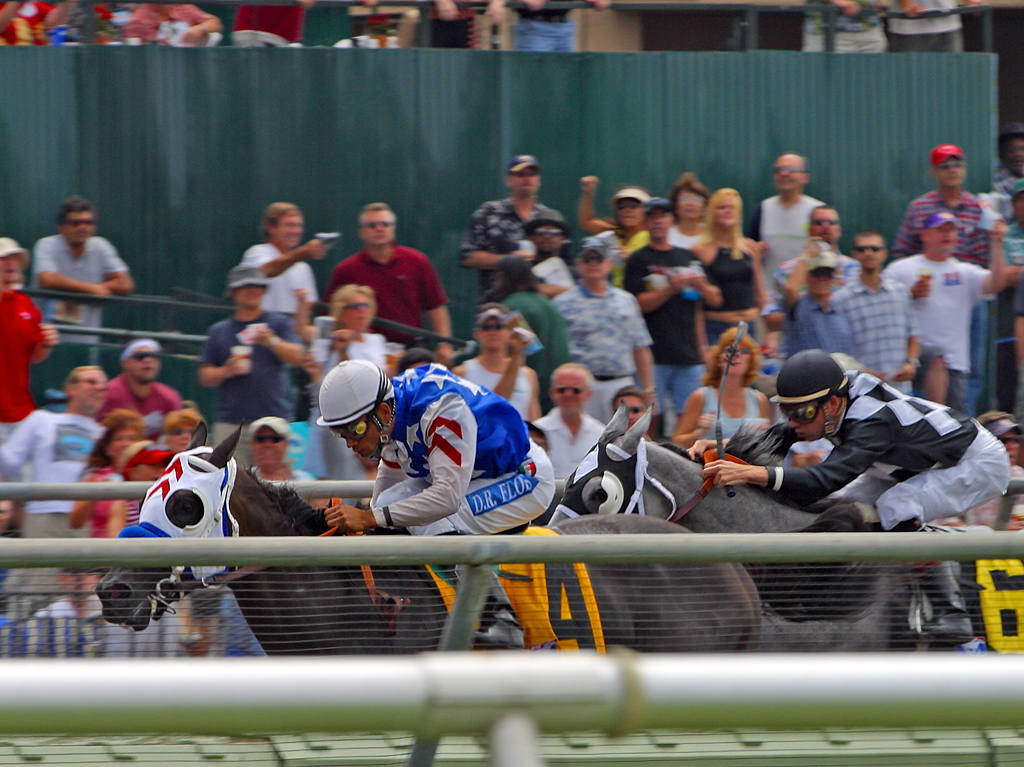
在美國加州Del Mar的一場賽馬

賽馬（英語：Horse racing）是一项已经存在很多世纪的马術运动，廣義而言是人類使用馬科動物比賽的賽事。罗马帝国时代的二轮战车比赛就是一个较早的例子，又或者如同挪威神话中神奧丁和巨人Hrungnir之间的战马比赛。它不可避免的常与赌博——对比赛结果的打赌活动——联系在一起。
在世界很多地区非常流行的赛马方式是纯种马比赛。賽馬車（或稱辔马赛）在美国、加拿大、澳洲、法国、意大利和斯堪的纳维亚半岛比较流行，在其他的地区就相对少了。夸特赛马在美国也很流行。
在很多国家，对马的饲养、训练和比赛现在已经成为一种重要的经济活动，在很大程度上，赛马投注是马业的巨大支柱。杰出非凡的马匹能赢得数百万美元，通过提供马群服务如配种可以赚取更多的钱。
在流行赛马的国家里，比赛的风格、距离和比赛的类型是各不相同的，很多国家国内的赛马类型也各不相同。拿英国来说，有一种叫國家狩獵賽馬的障碍赛马（篱笆或者栅栏），还有在特定距离内的无障碍比赛（平地赛马）。

## 賽馬種類

### 平地賽馬
平地賽馬在世界上主流賽事的一種，在世界大多數發展賽馬的國家都會出現此類型的賽事。通常賽事距離由1000米至2400米，但會出現更長或更短的比賽，國際賽馬聯盟按SMILE系統分類五種。而場地由最普遍的草地，在北美地區最以泥地賽事作主流，另外亦出現經人工改造與泥地相似的全天候跑道。此外亦有用纖維沙的沙地比賽。

### 跳欄賽
跳欄賽馬是需要馬主跳過指定欄數的賽事。此賽事同樣在英國發跡，並擴展至全世界發展。路程通常較平地賽遠，最短程的賽事已是2000米以上。場地與平地賽馬差不多，主要比賽與草地為主。另外由於馬匹跳欄，如果腳法不合的話，很容易在跳欄時受傷，更嚴重馬匹被人道毀滅。

### 賽馬車
賽馬車賽事在十九世紀開始流行，在歐洲大陸（不包括英國及愛爾蘭）等多數國家視作賽馬車是主流賽事，受歡迎程度較平地賽馬為高，所用的馬為標準競賽馬（祖先是純種馬），場地以泥地居多，路程由一哩至兩哩左右。

### 其他
在世界各地，有比平地賽事更長的耐力賽馬，是國際馬術聯盟其中一種比賽。除了使用純種馬外，會使用與純種馬混血的阿拉伯馬甚至是純血阿拉伯馬比賽。

## 世界各地的賽馬

### 北美洲的賽馬

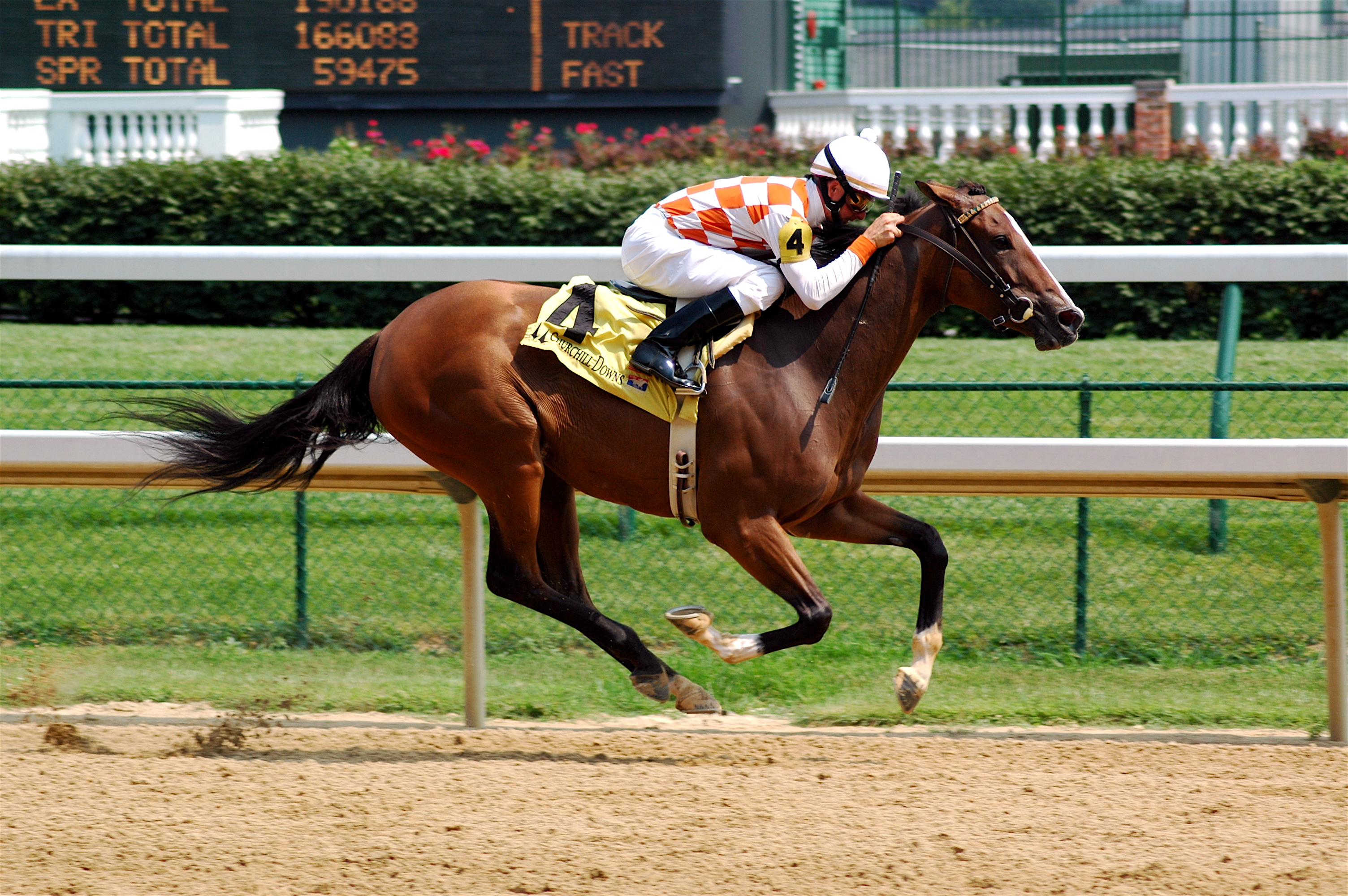
美國路易斯維爾邱吉爾園馬場的純種馬競賽

在美国，一般纯种马比赛都是在平坦的土路或草地上举行；其他的赛道则举行四分之一哩赛马、賽馬車或者是这三种类型的联合比赛。其他品种马的比赛，比如阿拉伯马，则比较少见。美国的纯种马比赛有各种各样的距离，最普遍的是从4.5化郎（905米）到1.5英里（2414米）；根据此种情况，纯种马比赛的饲养者能通过饲养马匹使其在特定距离中取胜。
美国传统上的赛马热点是肯塔基打吡，连同必利時錦標和貝蒙錦標一起，形成3岁马的美國三冠大賽。然而，近几年来，在年底举行的育马者杯对年初的三冠大賽提出了挑战，成为3岁马比赛冠军的决定者。他们也对其他年度冠军的挑选产生重要的影响。
对应的标准赛马竞赛是育马桂冠赛。也有针对Pacers和Trotters的賽馬車三桂冠。

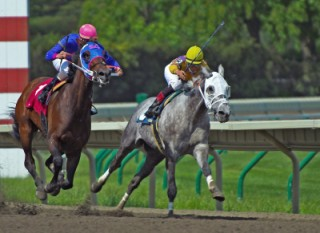

美国赌马是被认可的，由州政府进行管理，几乎一直都是被法律认可的赌博。在美国的纯种马比赛，马匹、赛马骑师和训练者有自己的名人堂。
当赛马狂热者和媒体的注意力都无一例外地集中在赛马场上马的成绩、雄种马或者它作为雄性的成功，而对于配种的母马却很少关注。如La Troienne的例子，她是20世纪最重要的母马之一，很多最伟大的纯种马冠军和冠军的祖先都与她有渊源。
来自加拿大的最出名的马是在赢得肯塔基州德比赛马和普里科内斯有奖赛之后继续成为最成功的纯种雄马的北地舞人和它的儿子尼真斯基。在加拿大，賽馬車是比纯种马比赛更流行的赛马运动。在多伦多，舉行女皇碟的活拜赛马场——加拿大主要的纯种赛马比赛，和北美杯——加拿大主要的賽馬車賽事，是北美的唯一的赛马道，纯种马和賽馬車赛会在同一天上演。在加拿大所有的賽馬車比赛中，以北美杯的獎金最高。

### 大洋洲的賽馬
於澳洲，最著名的马是Phar Lap。然而，这种马来自新西兰，例如卡地根海湾，在1960年代美国最高殿堂的辔马赛中，一匹Pacing horse取得了巨大成功。在大洋洲，像墨尔本盃这样的赛马比赛已经取得了很大成功，最近吸引了很多国际组织的进入。
最著目的騎師為岳禮華。

### 歐洲的賽馬

#### 英國
英國是現代賽馬的發源地，最重要的賽事包括只供3歲馬參加的英國三冠大賽，包括二千堅尼，葉森打吡及聖烈治大賽。其他主要錦標有英皇錦標、英國冠軍錦標、七月盃。至於障礙賽以英國障礙大賽最為矚目。

#### 愛爾蘭
自愛爾蘭脫離聯合王國後，仍然與英國有密切關係，騎師及練馬師成績英國及愛爾蘭一起計算。有不少著名騎師及練馬師是以愛爾蘭為基地，例如靳能、莫狄、岳伯仁等。

#### 法國
法國受到鄰國英國的影響，19世纪開始興盛起來，在平地賽事方面，最高獎金的比賽是凱旋門大賽、跳欄賽是巴黎障礙大賽，而賽馬車比賽為美洲大賽。
著名騎師有冼馬田、赫德、冼毅力、巫斯義等。

#### 德國
在德國的賽馬獎金較英國、法國及愛爾蘭為低，最高獎金平地賽事是德國打吡，至於另一項重要平地賽事巴登大賽亦吸引歐洲鄰國馬匹參與。

#### 意大利
意大利著名賽馬祭典是Palio di Siena。雖然意大利賽馬並非主流運動，但是在平地賽事及賽馬車出過優秀的馬匹，名聞馬壇。

#### 北歐三國
在丹麥、挪威及瑞典主要以賽馬車賽馬為主。

### 亞洲的賽馬

#### 中華人民共和國
中國大陸自1850年起，在上海、福州、天津、北京、漢口、青島、開封、唐山亦陸續有12個賽馬會存在。其中，上海跑马厅和天津赛马会是当时比较大的赛马会。中华人民共和国成立后，赛马运动因為涉及賭博被政府取締，改革开放后曾一度重新兴起，但之后陆续因涉嫌博彩而被叫停。現時在武漢等地有非博彩性质的賽馬運動，目前以俱樂部形式活動。目前在全運會和民運會都設有速度賽馬項目，以及常设的中国速度赛马公开赛。

#### 香港
自從香港島根據南京條約成爲英國殖民地後，英國人很快就計劃在香港島舉辦賽馬，平整快活谷的土地設立賽馬場，香港首次賽馬於1846年在跑馬地馬場舉行，最初是用種馬參賽，後來引入澳洲馬。香港賽馬會在1884年成立後，賽馬規模開始擴大，華人也熱烈參與賽馬活動。到1960年代統一規定使用純種育馬。自1988年首次創辦第一次香港國際賽事，賽馬競爭性不斷提高，馬主願意花錢輸入實力較高的馬匹。每年於12月舉行的香港國際賽事吸引平地賽馬一流國家參戰，其是香港盃是最高獎金的2000米賽事。最著名騎師為告東尼。

#### 澳門
澳門過去年黑沙環有育馬競賽的紀錄。於七十年代發展賽馬車運動，由於經營問題，八十年代由平地賽馬取代。於1990年代初期資金穩定後，正式發展賽馬運動。2004年與香港賽馬會進行埠際賽，兩地馬匹有機會前往外地馬場逐落發展賽馬運動。但因經營困難，2024年4月1日起，澳門賽馬會終止運作，澳門賽馬亦告終結。

#### 馬來西亞
馬來西亞與新加坡的賽馬活動由馬來亞賽馬總會（Malayan Racing Association）四個成員賽馬會所經營，分別為位於雪蘭莪新街場（Sungei Besi）的雪蘭莪賽馬公會（Selangor Turf Club）、位於檳城的檳城賽馬公會（Penang Turf Club）、位於霹靂怡保的霹靂賽馬公會（Perak Turf Club）及新加坡的新加坡賽馬公會（Singapore Turf Club）。

#### 新加坡
1843年設立新加坡體育會（在1927年改名為新加坡賽馬公會）。1896年加盟馬來亞賽馬總會，即使新加坡獨立，仍然是該總會的成員。2000年舉辦國際賽事新加坡航空國際盃（但已停辦）。2023年6月5日新加坡政府宣布将收回克兰芝赛马场并将其土地用于他处，而新加坡本地赛马将在2024年10月5日后停办。

#### 阿聯酋
阿聯酋在1990舉辦賽馬比賽，1996年正式邀請世界各地馬匹參賽，重點賽事是杜拜世界盃賽馬日，另外世界各地馬匹亦可自由參與杜拜國際賽馬嘉年華比賽，在歐洲平地賽休息日時候，來自歐洲的練馬師亦會考慮出戰杜拜的比賽，現時賽馬最高獎金比賽是杜拜世界盃。由於當地法例限制，不能進行賭博。

#### 日本
在日本開放港口後，賽馬亦得以發展，到1950年代日本中央競馬會成立，現時擁有十個馬場，1980年起創立日本盃，是日本最高獎金的比賽，日本馬有機會在日本與外國馬匹同場較量。而日本另一個賽馬會是全國地方競馬協會，舉辦地方性質賽事，水平較日本中央競馬會為低。目前日本是世界上獎金最高的平地賽馬賽事體系。此外在北海道亦有日本獨有的輓曳賽馬。

#### 台湾
日治時期的臺灣亦存在賽馬活動，並有賽馬稅的徵收，曾經在北投、后里、高雄等地設置馬場，因二次世界大戰戰事吃緊，於昭和17年（1942年）停止舉辦至今；在中華民國統治下，中華民國動物保護法第十條規定不可以有動物賭博行為因為會有虐待動物之行為，所以只能進行純運動馬比賽不能進行博弈行為，更不能在台灣進行國外的賭馬及賽馬。
但目前有聲音支持台灣將賽馬法規鬆綁，而台灣也的確有賽馬發展的潛力，使各種產業蓬勃發展。

#### 南韓
韓國馬事會自1954年成立，初期在漢城發展賽馬。1990年代在濟州舉地小馬比賽。2005年增建釜山競馬場，同年其中七項比賽納入國際賽事編委會第三部份。
近年韓國賽馬水準不斷提升，派馬匹到海外作賽也能獲取佳績。

### 非洲的赛马
在南非和毛里求斯等非洲国家，也有赛马活动举行。

### 南美洲的賽馬
在南美洲巴西、阿根廷、智利、烏拉圭及巴拉圭都有賽馬比賽，當地亦有養馬事業，不少馬匹運往美國出賽亦有不錯的表現。

## 賽馬運動相關職業

### 騎師
騎師是比賽策騎馬匹的人，指示馬匹應該如何走位，從而達到有利位置取得最佳名次。另外在賽馬車比賽，會被稱呼為車手。

### 練馬師
練馬師負責照顧馬匹，確定用什麼方法訓練馬匹，發揮牠的潛力。

### 其他
馬主是馬匹的擁有者。大多數的獎金歸入馬主之下。另外馬匹牧場亦是重要行業，為退役馬進行配種工作，並賣給市場賺取金錢。
【马评人】是赛马的专业分析家，在马经报、赛马直播等领域的行家里手。

## 競賽馬匹
在現代，競賽馬匹必定會有一份血統書，並可以追查父母及母系資料。馬匹出生由留待牧場，在周歲時會被人买下，或經過拍賣會买下。在現代賽馬環境下，馬匹必需命名才能出賽，英文字母包括空格不能超過18個（另外在日本最多使用九個片假名以及香港澳門兩個至四個中文字），在兩歲時可以出賽（當然有些馬匹會選擇三歲到四歲比賽）。退役後會成為種馬，只有少數雄馬參與配種，而大多數雌馬退役後登錄為繁殖雌馬。亦有少數馬匹未出賽仍可能被配種。剩下來的馬匹會在牧場渡過晚年、被訓練成馬術的馬匹、成為普通訓練人類騎馬的馬匹，也有不少馬匹會被屠宰，供作肉用。

## 外部連結
- 中国马业协会官网 （页面存档备份，存于）
- 香港赛马会官网 （页面存档备份，存于）
- 澳门赛马会官网（页面存档备份，存于）
- 馬來亞賽馬協會官網 （页面存档备份，存于）
- 檳城賽馬公會官網 （页面存档备份，存于）
- 霹靂賽馬公會官網 （页面存档备份，存于）
- 雪蘭莪賽馬公會官網 （页面存档备份，存于）
- 新加坡賽馬公會官網 （页面存档备份，存于）